# Marcella Rovena
Marcella Rovena, vero cognome Rovina (Conegliano, 22 gennaio 1905 – Roma, 6 ottobre 1991), è stata un'attrice e doppiatrice italiana.

## Biografia
In fuga dopo la battaglia di Caporetto, raggiunge Roma nel 1917. Sin da giovane frequenta piccole compagnie teatrali locali, per poi entrare nel 1928 in quella di Alfredo De Sanctis, quindi in quella di Armando Migliari, e poi prima attrice giovane con Dina Galli e Antonio Gandusio. Si fa notare da Mario Mattoli che la scrittura per i suoi spettacoli di varietà Za-Bum, approdando successivamente alle compagnie teatrali della capitale.
Era sposata col critico cinematografico Ermanno Contini.

### Il cinema
All'inizio degli anni trenta debutta sul grande schermo, con il regista Nunzio Malasomma che la dirige nel film La telefonista (1932), dove ha la possibilità di lavorare con Isa Pola, Luigi Cimara e Sergio Tofano.
Sarà l'inizio di una lunga attività come caratterista, con oltre 60 pellicole cinematografiche, che la vedranno recitare sino alla fine degli anni sessanta.
Lavorerà con i maggiori registi italiani tra cui Visconti, De Sica, Rossellini e Germi.

### Il doppiaggio
Dotata di un timbro di voce marcato e severo, diviene una delle primissime doppiatrici; già nel 1932, pochi mesi dopo la nascita del doppiaggio in Italia, viene scelta da alcuni direttori per dare la voce ad alcune attrici americane del periodo come Eve Arden, Kay Francis, la quale dopo aver assistito alla proiezione dell'edizione italiana del suo film Infedele si complimentò con la Rovena per il lavoro svolto, Claudette Colbert, Claire Trevor, Barbara Stanwyck. Tra le attrici italiane doppiate figura un'esordiente Anna Magnani nel film La principessa Tarakanova.
Quella di doppiatrice rimarrà l'attività prevalente insieme a quella cinematografica.

## Filmografia

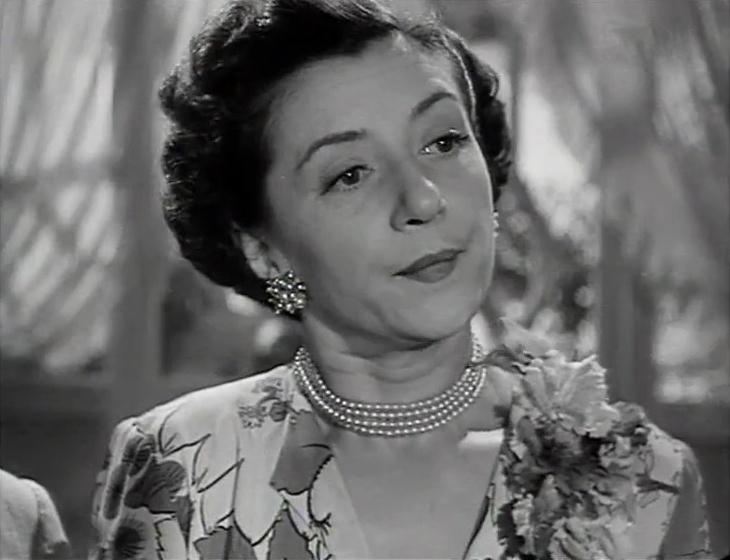
Marcella Rovena in È arrivato il cavaliere (1950)

- La telefonista, regia di Nunzio Malasomma (1932)
- Non c'è bisogno di denaro, regai di Amleto Palermi (1933)
- Cinema che passione!, regia di Antonio Petrucci (1935)
- Darò un milione, regia di Mario Camerini (1935)
- Passaporto rosso, regia di Guido Brignone (1935)
- La guardia del corpo, regia di Carlo Ludovico Bragaglia (1942)
- Il fiore sotto gli occhi, regia di Guido Brignone (1944)
- Torna... a Sorrento, regia di Carlo Ludovico Bragaglia (1946)
- Arrivederci, papà!, regia di Camillo Mastrocinque (1948)
- Totò le Mokò, regia di Carlo Ludovico Bragaglia (1949)
- Gli ultimi giorni di Pompei, regia di Paolo Moffa (1950)
- Totò cerca moglie, regia di Carlo Ludovico Bragaglia (1950)
- Le sei mogli di Barbablù, regia di Carlo Ludovico Bragaglia (1950)
- È arrivato il cavaliere, regia di Steno e Monicelli (1950)
- Stasera sciopero, regia di Mario Bonnard (1951)
- Licenza premio, regia di Max Neufeld (1951)
- Cameriera bella presenza offresi..., regia di Giorgio Pàstina (1951)
- Abracadabra, regia di Max Neufeld (1952)
- Lo sai che i papaveri..., regia di Vittorio Metz e Marcello Marchesi (1952)
- La colpa di una madre, regia di Carlo Duse (1952)
- Amore rosso, regia di Aldo Vergano (1952)
- Tre storie proibite, regia di Augusto Genina (1952)
- Europa '51, regia di Roberto Rossellini (1952)
- Una di quelle, regia di Aldo Fabrizi (1953)
- La nave delle donne maledette, regia di Raffaello Matarazzo (1953)
- La spiaggia, regia di Alberto Lattuada (1954)
- Terza liceo, regia di Luciano Emmer (1954)
- Senso, regia di Luchino Visconti (1954)
- Guai ai vinti, regia di Raffaello Matarazzo (1954)
- Disperato addio, regia di Lionello De Felice (1955)
- Bravissimo, regia di Luigi Filippo D'Amico (1955)
- Amici per la pelle, regia di Franco Rossi (1955)
- Moglie e buoi..., regia di Leonardo De Mitri (1956)
- Le notti bianche, regia di Luchino Visconti (1957)
- Giovani mariti, regia di Mauro Bolognini (1958)
- L'uomo di paglia, regia di Pietro Germi (1958)
- Pia de' Tolomei, regia di Sergio Grieco (1958)
- Caporale di giornata, regia di Carlo Ludovico Bragaglia (1958)
- Nella città l'inferno, regia di Renato Castellani (1959)
- Era notte a Roma, regia di Roberto Rossellini (1960)
- Risate di gioia, regia di Mario Monicelli (1960)
- Anonima cocottes, regia di Camillo Mastrocinque (1960)
- Totòtruffa '62, regia di Camillo Mastrocinque (1960)
- La viaccia, regia di Mauro Bolognini (1961)
- Giorno per giorno, disperatamente, regia di Alfredo Giannetti (1961)
- L'amante di 5 giorni, regia di Philippe de Broca (1961)
- Senilità, regia di Mauro Bolognini (1962)
- Un uomo da bruciare, regia di Valentino Orsini, Paolo e Vittorio Taviani (1962)
- La banda Casaroli, regia di Florestano Vancini (1962)
- I motorizzati, regia di Camillo Mastrocinque (1962)
- Il Gattopardo, regia di Luchino Visconti (1963)
- La noia, regia di Damiano Damiani (1963)
- La calda vita, regia di Florestano Vancini (1964)
- La vendetta della signora, regia di Bernhard Wicki (1964)
- Testa fra le nuvole, regia di Antonio Mercero (1964)
- La suora giovane, regia di Bruno Paolinelli (1964)
- Made in Italy, regia di Nanni Loy (1965)
- Caccia alla volpe, regia di Vittorio De Sica (1966)
- Le streghe, regia di Vittorio De Sica (1967)
- L'uomo, l'orgoglio, la vendetta, regia di Luigi Bazzoni (1967)

## Doppiaggio
- Barbara Stanwyck in Dieci soldi a danza, Proibito, Perfidia, La donna del miracolo
- Claudette Colbert in Non c'è tempo per l'amore, Incontro a Parigi, Cleopatra, Il segno della croce
- Eve Arden in Il romanzo di Mildred, Palcoscenico
- Kay Francis in Infedele[6], L'angelo bianco
- Jean Harlow in Pranzo alle otto, Argento vivo
- Emma Baron in Freccia d'oro, Mariti in pericolo
- Franca Marzi in Amanti in fuga, Ho sognato il paradiso
- Brigitte Helm in Alraune, la figlia del male
- Gail Patrick in L'impareggiabile Godfrey
- Claire Du Brey in Il cielo può attendere
- Elsa Lanchester in La moglie di Frankenstein
- Claire Trevor in L'isola di corallo
- Barbara Brown in Non sei mai stata così bella
- Dorothy Ford in In nome di Dio
- Mildred Natwick in Il sorriso della Gioconda
- Anne Jeffreys in Gli avvoltoi
- Ann Codee in La guerra dei mondi
- Anna Magnani in La principessa Tarakanova
- Kathleen Freeman in L'esperimento del dottor K.
- Rubi Dalma in Il cavaliere del sogno
- Jole Silvani in La famiglia Passaguai

## Prosa radiofonica Rai
- Perduto nelle stelle, di Maxwell Anderson e Kurt Weill, regia di Anton Giulio Majano, trasmessa il 19 giugno 1953.
- Quando il destino vuole di Renato Mainardi, regia di Anton Giulio Majano, trasmessa il 22 febbraio 1957.

## Prosa televisiva Rai
- Il potere e la gloria di Graham Greene, regia di Mario Ferrero, trasmessa il 2 giugno 1965.